# Handley Page Type O
I bombardieri inglesi Handley Page Type O costituirono la principale serie di aerei da bombardamento a disposizione dei britannici durante la prima guerra mondiale, e furono tra i primi grandi plurimotori capaci di portare a termine missioni di bombardamento strategico.
Progettati a partire dal 1914 da George R. Volkert e impiegati dal 1916 al 1920, erano gli omologhi inglesi dei Gotha tedeschi, degli Ilya Muromets russi e dei Caproni italiani. Ne furono prodotte due versioni principali, la O/100 e la O/400.

## Storia

### Sviluppo
George R. Volkert, l'ingegnere che avrebbe progettato gli Handley Page Type O, nel 1914 aveva appena 26 anni, ed era entrato a far parte della Handley Page Ltd. solo da poco. Allo scoppio della guerra stava lavorando a un grosso biplano monomotore, lo L/200, che costituiva in pratica il primo esperimento britannico nel campo degli aerei di grandi dimensioni. La Marina inglese era estremamente interessata a macchine volanti capaci di grandi distanze e carichi bellici notevoli, e si impegnò in modo autonomo nella realizzazione di un suo progetto, che però andò incontro a un clamoroso insuccesso: perciò si dovette ripiegare sui prototipi Handley Page; ma, poiché essi risultavano ancora troppo piccoli e leggeri per soddisfare il direttore dell'Air Department dell'Ammiragliato, il commodoro M. Sueter, il quale voleva un "maledetto paralizzatore" (come disse lui stesso), venne emanata una specifica dettagliata per quello che sarebbe diventato l'Handley Page O/100.
Il prototipo, che portava il nome di O/100 per via del fatto che la sua apertura alare era di 100 piedi, volò il 7 dicembre 1915, e diede prova di caratteristiche soddisfacenti. Ne furono prodotti 46 esemplari prima che si decidesse di intraprendere una serie di modifiche, riguardanti soprattutto l'impianto d'alimentazione e i piani di coda, le quali avrebbero portato al modello O/400; quest'ultimo, i cui collaudi erano iniziati nel settembre 1917, fu prodotto in circa 400 esemplari in Inghilterra, più altri 107 negli Stati Uniti, costruiti per conto dell'U.S. Air Service, che però non li impiegò mai in azioni di guerra.

### Tecnica
Gli Handley Page Type O erano grossi biplani bimotori a fusoliera dalla struttura tradizionale, dotati di un impennaggio orizzontale a sua volta biplano e di una triplice deriva verticale. Le due ali avevano uguale corda, ma l'apertura dell'ala superiore era nettamente maggiore di quella inferiore; esse avevano pianta rettangolare ed erano collegate da quattro coppie di montanti in legno, ampiamente controventati da tiranti d'acciaio, a cui si aggiungevano due strutture a traliccio che vincolavano le gondole dei motori, poste a metà altezza tra l'ala superiore e quella inferiore. La struttura delle ali era basata su due travi lignee disposte nel senso dell'apertura (longheroni) e su molte centine, pure lignee, perpendicolari ad esse; il tutto era rivestito in tela. A causa delle loro notevoli dimensioni, le ali erano divise in diversi tronchi, e per facilitare la riposizione dell'aereo esse potevano essere ripiegate all'indietro, grazie a delle cerniere in corrispondenza del longherone posteriore. Gli alettoni erano presenti solo sull'ala superiore.

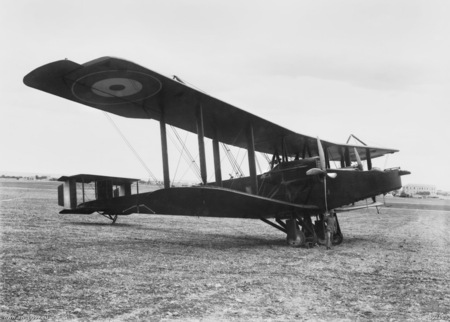
Un Handley Page O/400 del No. 1 Squadron dell'Australian Flying Corps ad Haifa nel 1918.

I piani di coda erano composti da un doppio stabilizzatore, il cui angolo di incidenza era regolabile a terra per ottimizzare il centraggio in ogni condizione di carico; e da una deriva affiancata da due timoni.
La fusoliera aveva sezione rettangolare ed era basata su una struttura a traliccio in legno, rinforzata da tiranti d'acciaio. Anch'essa, come le ali, era divisa in diversi tronconi: la sezione più avanzata delle quattro ospitava il posto di pilotaggio scoperto, e la postazione difensiva frontale; nella seconda era stato ricavato il vano portabombe.
Le gondole che ospitavano i motori, costruite in acciaio, alloggiavano anche un serbatoio da 454 l ciascuna, e avevano una forma allungata che offriva una buona penetrazione aerodinamica. Furono impiegati motori di diversi tipi, anche se i più diffusi furono i Rolls-Royce Eagle (i Mark II o III da 250 CV per l'O/100, i Mark VIII da 360 CV per l'O/400). Essi azionavano però sempre due eliche quadripala ruotanti in direzioni opposte, e furono sempre dotati di radiatori in posizione frontale.
Il carrello d'atterraggio, di struttura abbastanza complessa, era di tipo triciclo posteriore ed era basato su due coppie di ruote di circa 80-90 cm di diametro poste sotto l'ala inferiore all'altezza delle gondole dei motori, a cui si aggiungeva un piccolo pattino di coda.
Per quanto riguarda l'armamento, i bombardieri Handley Page potevano trasportare fino a 16 bombe da 51 kg ciascuna, per un totale di oltre 800 chili, cioè assai più di quanto fosse stato inizialmente richiesto dall'Ammiragliato, e anche assai più dei suoi omologhi stranieri. Il carico bellico era trasportato in una stiva interna i cui portelloni, tenuti chiusi da molle, si aprivano sotto il peso delle bombe quando esse venivano sganciate. Le installazioni difensive comprendevano una postazione anteriore, nel muso dell'aereo, dotata di una o due mitragliatrici Lewis da 7,7 mm, e altre due postazioni simili, localizzate una sul dorso dell'apparecchio (subito dietro l'ala) e una in posizione ventrale, che sparava attraverso un portellone nel pavimento della fusoliera. Un'ampia corazzatura difensiva fu sperimentata sul prototipo, ma fu poi eliminata dagli esemplari di serie per il suo peso eccessivo.

### Impiego
Il modello O/100 non ebbe un debutto operativo brillante: il terzo esemplare costruito, al termine del volo di trasferimento in Francia, atterrò per errore in un campo tedesco. Le prime missioni operative degli O/100 furono dei pattugliamenti antinave svolti a partire dal 1916 in seno al V Wing del Royal Naval Air Service inglese di base a Dunkerque e poi, dal 1917, anche con il No. 7 Squadron e il III Wing, sempre del RNAS, basati rispettivamente a Dunkerque e a Luxeuil. Il 23 aprile 1917 tre aerei del No. 7 Sq. intercettarono cinque cacciatorpediniere tedesche al largo di Ostenda, e ne danneggiarono gravemente una. Tre giorni più tardi, però, l'abbattimento di un O/100 nel corso di un'azione simile mise in evidenza la vulnerabilità di questi grossi apparecchi, e perciò il loro impiego diventò quasi esclusivamente notturno.
Un'azione di bombardamento notturno era già stata intrapresa in marzo contro una stazione ferroviaria, e nell'estate del 1917 ne furono portate a termine molte altre, dirette contro naviglio leggero, basi di sommergibili, centri industriali, aeroporti (per esempio, quelli da cui partivano i Gotha G.IV che attaccavano l'Inghilterra), e altri bersagli di importanza strategica.

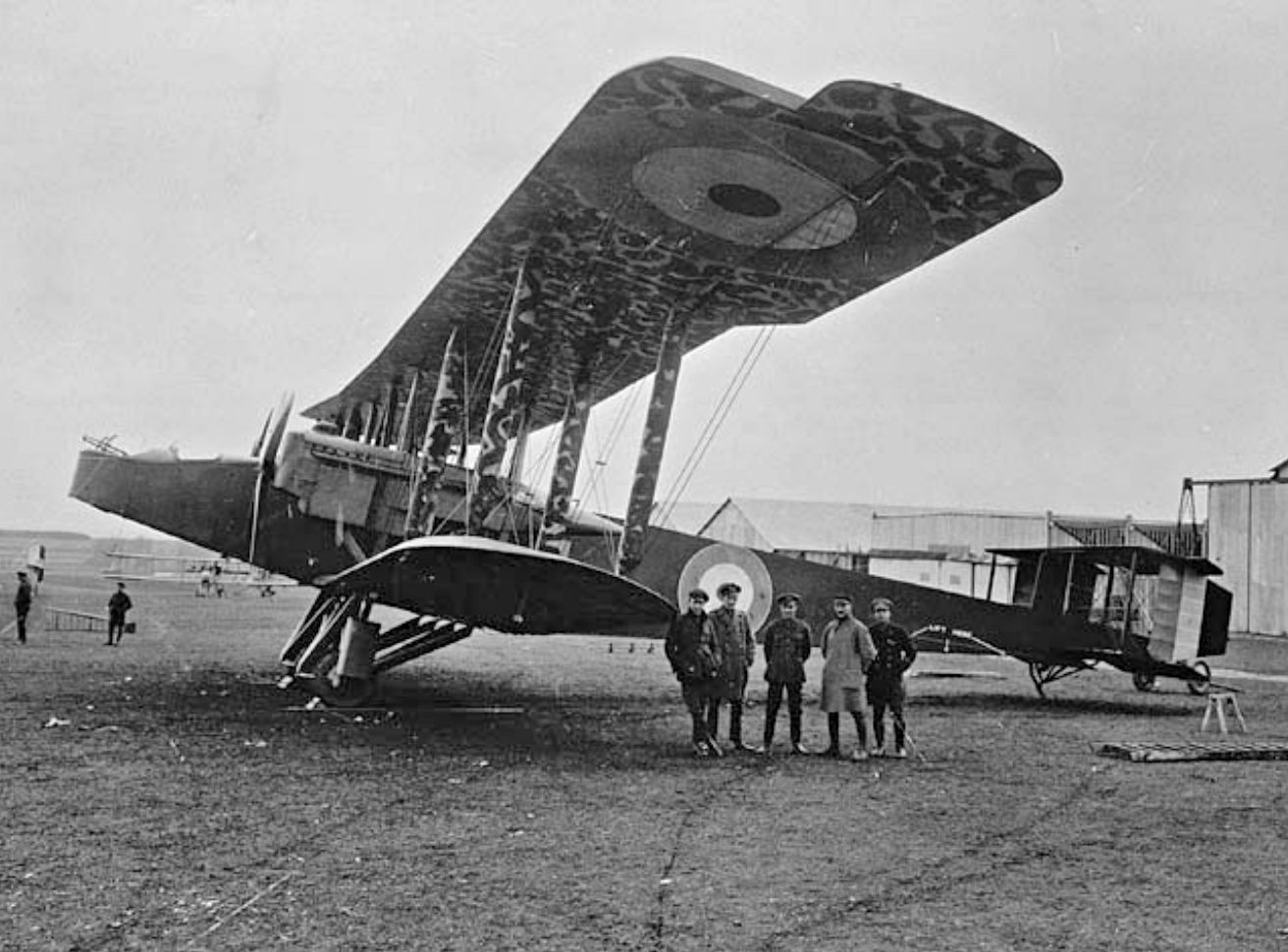
Un O/100 a Ochey, Francia, nel 1917.

Proprio l'esigenza di impedire le azioni di bombardamento dei Gotha rese urgente l'introduzione in servizio dell'O/400, versione migliorata dell'O/100. I primi di questi nuovi modelli si unirono agli O/100 del 41° Wing a Ochey, in Francia, nell'ottobre 1917, e con le nuove consegne furono presto formati gli Squadron 97, 100, 115, 215, 216.
Nella notte tra il 25 e il 26 agosto 1918 due O/400 del No. 215 Sq. ricevettero il battesimo del fuoco attaccando una fabbrica a Mannheim. Da allora in poi, quantità sempre maggiori di bombardieri Handley Page presero parte agli attacchi, volando sulla Germania in formazioni anche di 30 apparecchi alla volta, e infliggendo danni notevoli, anche grazie all'introduzione delle nuove bombe da 1 500 lb (680 kg).
Le perdite subite dai reparti di O/100 e O/400, causate soprattutto dal fuoco di contraerea, furono comunque pesanti.
Un solo O/400, appartenente al No.1 Squadron dell'Australian Flying Corps, operò fuori dal teatro europeo, venendo impiegato in Palestina nei ruoli di bombardiere e di trasporto. Il reparto lavorò con Thomas E. Lawrence, i cui associati arabi, impressionati dalle dimensioni dell'aereo, lo chiamavano "il padre di tutti gli aeroplani".
Dopo la guerra, grazie alle loro grandi dimensioni e all'ampio volume interno disponibile, alcuni O/400 vennero modificati per il trasporto passeggeri. Una decina di essi, in grado di trasportare 12 passeggeri, vennero impiegati nell'immediato dopoguerra in voli tra la Francia e l'Inghilterra per il trasporto di personalità impegnate nelle trattative della conferenza di Versailles. In seguito vennero usati per il trasporto civile dalla Handley Page Transport Ltd., e una loro versione modificata diede origine al modello O/700, realizzato in circa 15 esemplari.
Alcuni dei 107 O/400 costruiti su licenza negli Stati Uniti vennero impiegati nel dopoguerra dall'aviazione cinese.
Nel 1920 tutti i bombardieri Type O vennero ritirati dal servizio presso la RAF, sostituiti dai Vickers Vimy.

## Versioni
- Handley Page O/100 (H.P.11 secondo la nomenclatura successiva della ditta), 46 esemplari prodotti.
- Handley Page O/400 (H.P.12), circa 507 esemplari prodotti.
- Handley Page O/700, circa 15 esemplari prodotti.

## Utilizzatori
Regno Unito
- Royal Naval Air Service
- Royal Air Force

 Australia
- Australian Flying Corps (un solo esemplare di O/400)

## Cultura di massa
In ambito cinematografico, diversi Handley Page Type O compaiono nei film Giovani aquile e The Red Baron.